# Ma Huateng
Ma Huateng (chino: 马化腾, pinyin: Mǎ Huateng, nacido el 29 de octubre de 1971 en Chaoyang, Guangdong, China) es un emprendedor y multimillonario magnate de internet chino. Es fundador de Tencent Holdings, una compañía de Internet en China, se graduó de la Universidad de Shenzhen.  En 2007 la revista Time lo llamó una de las personas más influyentes del mundo,  y en enero de 2018, es la segunda persona más rica de China, y 22º persona más rica del mundo, con un patrimonio neto de $ 39,9 mil millones(2018) según la revista Forbes.

## Carrera en Tencent
Ma, apodado "Pony Ma", cofundó Tencent  en 1998.  El primer producto de la empresa, una herramienta de mensajería instantánea llamada Tencent QQ, la cual se hizo muy popular en China. Tencent pronto se expandió para convertirse en "la respuesta China a AOL".  En la actualidad ocupa el cargo de Presidente y CEO de Tencent Holdings, una de las tres principales empresas chinas de Internet, junto con Alibaba y Baidu.
A finales de septiembre de 2012, la mensajería instantánea QQ de Tencent había alcanzado un total de 784 millones de usuarios activos, un aumento del 10% respecto al año anterior. En el 2011 Tencent lanza la comunidad móvil WeChat, la cual a finales de 2012 supera los 200 millones de usuarios activos.  Otros servicios incluyen diversos portales web, comercio electrónico, y juegos multijugador en línea.  Los juegos en línea, tales como la leyenda de Yulong y Legend of Xuanyuan aumentaron los ingresos a 5100 millones dólares, con un margen de ganancia de $ 1,5 billones.